# 세습친왕가
세습친왕가(世襲親王家)는 일본 황실의 네 방계 가문을 일컫는 말로, 정친왕가(定親王家)라고도 한다. 일본 황실에서 '친왕(親王)'의 호칭을 쓸 권리는 일반적으로 천황과 혈연적으로 가까운 직계 황족에게만 한정되며 그 외에는 왕(王)의 칭호를 쓰게 되나, 이들 네 가문은 이에 구애받지 않고 대대로 친왕의 호칭을 세습하여 '세습친왕가'라는 단어가 생겨났다. 호칭과 더불어 황위 계승에 있어서도 우선권을 가져 천황이 후계자를 남기지 못하고 사망할 경우 대신 황실의 대를 이을 권리도 가진다.

## 종류
- 후시미노미야(伏見宮) : 북조의 스코 천황의 제1황자 요시히토 친왕(栄仁親王)을 시조로 함
- 가쓰라노미야(桂宮) : 106대 오기마치 천황의 손자 도시히토 친왕을 시조로 함
- 아리스가와노미야(有栖川宮) : 107대 고요제이 천황의 제7황자 요시히토 친왕(好仁親王)을 시조로 함
- 간인노미야(閑院宮) : 113대 히가시야마 천황의 제6황자 나오히토 친왕을 시조로 함

## 세습친왕가 출신의 천황
- 102대 고하나조노 천황(後花園天皇) : 후시미노미야 사다후사 친왕(伏見宮貞成親王)의 제 1왕자
- 111대 고사이 천황(後西天皇) : 아리스가와노미야의 당주
- 119대 고카쿠 천황(光格天皇) : 간인노미야 스케히토 친왕(閑院宮典仁親王)의 제 6왕자

## 같이 보기
- 궁가
- 일본의 구황족